# Accademia dello Sport
L'Accademia dello Sport Roma fu una società pallavolistica maschile italiana. Sorta ad Ariccia come Ariccia Volley Club, nel 1976 fu trasferita a Roma.

## Storia della società

L'Ariccia 1973-74 in posa davanti al Palazzetto dello Sport di Roma

Sorta negli anni 1970 per iniziativa dell'imprenditore Giovanni Cianfanelli e del general manager Renato Ammannito, balzò immediatamente ai vertici della pallavolo nazionale. Promossa in Serie A nel 1973, prese a giocare le sue partite interne al Palazzetto dello Sport di viale Tiziano, a Roma; l'ambiziosa società ingaggiò tra gli altri Mario Mattioli, talentuoso alzatore della Ruini Firenze, e il forte nazionale statunitense Kirk Kilgour.
Dopo un secondo posto nella stagione dell'esordio (1973-74, ex aequo con la Lubiam Bologna), l'Ariccia vinse lo scudetto al suo secondo campionato di massima serie, nel 1974-75, vincendo 25 gare su 26 e battendo per due punti un'altra realtà emergente della pallavolo italiana, la CUS Torino.
Nel 1976 la società fu trasferita definitivamente a Roma e, come Federlazio, seppe reagire alla perdita di Kilgour, vittima di un grave infortunio che all'inizio dell'anno lo aveva lasciato paralizzato, vincendo un secondo scudetto nel 1976-77, battendo la concorrenza della Paoletti Catania.
A partire dal 1978 le prestazioni del club rossoblù, rinominato Accademia dello Sport, malgrado gli interventi degli sponsor Toshiba e Gelati Toseroni, andarono abbassandosi di livello. Al termine della stagione 1982-83 il club retrocesse in Serie A2. La seconda retrocessione consecutiva, nel 1983-84, portò al scomparsa del club.
Erede del club è la Libertas Volley Ariccia, sorta nel 1986 e militante in Serie C. Negli anni successivi Roma ritornò ai vertici della pallavolo nazionale a più riprese con la Lazio, la Roma Volley (Campione d'Italia 1999-00) e la M. Roma Volley.

## Palmarès
- Campionato italiano: 2

1974-75, 1976-77